# TorrentFlux
TorrentFlux war eine in der Skriptsprache PHP geschriebene Web-Oberfläche für den BitTorrent-Client BitTornado, mit der BitTornado auf einem (Linux-)Webserver mit PHP und MySQL (neuerdings auch ADOdb) betrieben werden konnte.
TorrentFlux ist freie Software (unter der GNU General Public License) und wurde vor allem für Unix-ähnliche Systeme (z. B. GNU/Linux) entwickelt; inzwischen existiert auch eine lauffähige Windows-Portierung, welche aber nicht mehr weiterentwickelt wird.
TorrentFlux-b4rt ist eine von b4rt, einem Mitglied des TorrentFlux-Forums, gepflegte Abspaltung, in der zunächst viele Erweiterungen und Weiterentwicklungen der Gemeinde zusammenflossen, welcher mittlerweile jedoch auf eigenem Code basiert und sich von TorrentFlux als Grundlage abgelöst hat.
Mit TorrentFlux-b4rt kann nicht mehr nur BitTornado als Backend genutzt werden, sondern nun auch Transmission, Vuze (früher Azureus), wget (HTTP- und FTP-Downloads) und nzbperl (Usenet-Downloads mit NZB-Dateien).

## Status
- Website und Forum sind seit November 2007 nach längerer Ausfallzeit, beginnend im August 2007, wieder erreichbar.
- Aktuelle Version für Linux: 2.4, veröffentlicht am 18. Juni 2008
- Aktuelle Version für Windows: 1.3, veröffentlicht am 15. August 2004
- Das Team arbeitet bereits an der nächsten Linux-Version, die u. a. eine Ajax-Bedienoberfläche erhalten soll.
- Mit Stand 20. Feber 2020 ist die Webseite nicht erreichbar. Laut Source Forge ist die letzte Version vom 18. Juni 2008, somit ist anzunehmen, dass das Projekt nicht mehr weiterentwickelt wird.
- TorrentFlux-b4rt wurde seit dem 7. Feber 2016[3] ebenfalls nicht mehr weiterentwickelt, jedoch ist die Webseite noch erreichbar und das GitHub-Repository[4] ist ebenfalls weiterhin abrufbar.

## Merkmale
- Hochladen der Torrents via URL oder Datei-Upload
- Start, Stopp und Löschen der Torrents mit einem Klick
- Mehr Benutzer-Schnittstelle
- RSS-Feeds
- Download der Torrent-Dateien mit einem Klick
- u.v.m.

## System-Voraussetzungen
- Linux-Betriebssystem
- Webserver mit PHP-Unterstützung (z. B. Apache mit PHP-Modul)
- PHP 4.3.x oder höher
- MySQL- oder PostgreSQL-Datenbank
- Python 2.2 oder höher